# هاردی کروگر
هاردی کروگر (آلمانی: Hardy Krüger؛ زادهٔ ۱۲ آوریل ۱۹۲۸ – درگذشتهٔ ۱۹ ژانویهٔ ۲۰۲۲) یک هنرپیشه اهل آلمان بود.
از فیلم‌ها یا برنامه‌های تلویزیونی که وی در آن نقش داشته است می‌توان به پلی در دوردست، بری لیندون، هاتاری!، اشتباه درست است و چادر قرمز اشاره کرد.

## مرگ
هاردی کروگر در ۱۹ ژانویه ۲۰۲۲ در خانه خود در پالم اسپرینگز، کالیفرنیا در سن ۹۳ سالگی درگذشت.